# 국립중앙청소년수련원
국립중앙청소년수련원은 청소년들의 심신을 가꾸고, 청소년 인권신장과 민주시민으로의 육성을 위해 설립된 한국청소년활동진흥원 소속 특수법인이다. 충청남도 천안시 동남구 목천읍 교촌리 246-1(서리4길 48)에 위치하고 있다.

## 연혁
- 1991년 6월 국립청소년수련원 건립계획 확정(한국청소년기본계획)
- 1998년 10월 12일 재단법인 한국청소년수련원 설립
- 2001년 6월 국립중앙청소년수련원 준공
- 2001년 7월 수련원 홈페이지 오픈
- 2002년 1월 청소년지도자 전문연수 개시
- 2002년 11월 청소년지도사 자격연수 개시
- 2003년 10월 이창식 제2대 원장 취임
- 2005년 3월 30일 한국청소년수련원 특수법인 인가
- 2009년 9월 김두현 제5대 원장 취임
- 2010년 9월 김무환 제6대 원장 취임
- 2012년 9월 박종문 제7대 원장 취임
- 2014년 10월 20일 박철웅 제8대 원장 취임
- 2017년 2월 17일 이교봉 제9대 원장 취임
- 2019년 4월 18일 김전승 제10대 원장 취임
- 2021년 10월 1일 박현욱 제11대 원장 취임

## 조직

### 국립중앙청소년수련원장
- 청소년지도자연수센터
- 활동운영부
- 고객지원부
- 운영관리부

## 같이 보기
- 한국청소년활동진흥원
- 국립평창청소년수련원
- 국립고흥청소년우주체험센터
- 국립영덕청소년해양환경체험센터
- 국립김제청소년농업생명체험센터